# Gara Reșița Nord
Gara Reșița Nord este o gară care deservește municipiul Reșița, România.